# メランコリア (2021年のテレビドラマ)
『メランコリア』（韓国語：멜랑꼴리아）は2021年11月10日から12月30日まで、tvNで放送された大韓民国のテレビドラマである。

## あらすじ
不正の温床である私立高校を舞台に、数学教師と数学の天才の通念と偏見を超える、数学より美しいストーリー。

## 出演

### 主要人物
チ・ユンス：イム・スジョン
アソン高等学校の数学教師。
リュ・ソンジェ：チェ・デフン
ユンスの婚約者。
ペク・スンユ：イ・ドヒョン
数学への興味を失ってしまった天才少年。
ノ・ジョンア：ジンギョン
アソン高等学校を最高にするために何でもする、野心の教務部長。

## 制作
2021年10月31日に「スタッフの中で新型コロナウイルスの陽性者が発生し、全スタッフ、出演者ともにPCR検査を受けた結果、追加で陽性判定を受けたスタッフ3人を除き、全員が陰性判定を受けた。」とし、初回放送日が11月3日だったのが11月10日に延期となった。

## 日本での放送
日本では、2022年5月1日よりCSチャンネルMnetにて1話先行放送、同年5月20日より同チャンネルにて本放送された。後に、2022年12月21日よりCSチャンネル衛星劇場にて『メランコリア～僕らの幸せの方程式～』（メランコリア～ぼくらのしあわせのほうていしき～）という邦題で放送される。
- Mnet：2022年5月20日[8] - 2022年7月9日[9]（毎週金・土 21時00分 - 22時15分）
  - 同上：2022年5月21日[10] - 2022年7月10日[11]（毎週土・日 12時00分 - 13時15分）※再放送
  - 同上：2022年5月25日[12] - 2022年7月13日[13]（毎週水 15時30分 - 18時00分）※再放送、二話連続放送
  - 同上：2022年7月15日[14] - 2022年7月26日[15]（毎週月〜金 5時00分 - 7時30分）※再放送、二話連続放送
- 衛星劇場：2022年12月21日 - 2023年2月8日（毎週水 23時00分 - 翌1時30分）※二話連続放送
  - 同上：2022年12月26日 - 2023年2月14日（毎週火 13時30分 - 16時00分）※二話連続放送
- ホームドラマチャンネル：2023年4月3日[16] - 2023年5月29日[17] （毎週月曜 14時00分 - 16時30分）※二話連続放送
- BS朝日：2023年4月26日 - 2023年5月17日（毎週月〜金 8時30分 - 10時00分）